# 齋藤夏
齋藤夏（日语：／ Saito Natsu，2000年6月9日—），日本女子羽毛球運動員，亦為現役日本國家羽毛球隊（A隊）成員。埼玉縣出生，畢業於埼玉栄中学校及埼玉栄高等学校，2019年加入西京銀行，並為ACT SAIKYO羽毛球隊的成員，隊員編號為7號。現轉隊至plenty global linx羽球隊，隊員編號7號。

## 簡歷
2019年3月，齋藤夏出戰懷卡托羽毛球國際賽，與綠川大輝拿得混合雙打冠軍。

## 主要比賽成績
只列出曾進入準決賽的國際賽事成績：
| 年份   | 賽事                     | 公開賽級別 | 項目     | 拍檔     | 成績   |
| ------ | ------------------------ | ---------- | -------- | -------- | ------ |
| 2017年 | 亞洲青年羽毛球錦標賽     | 其他       | 混合團體 | －       | 季軍   |
| 2017年 | 世界青年羽毛球錦標賽     | 其他       | 混合團體 | －       | 季軍   |
| 2018年 | 亞洲青年羽毛球錦標賽     | 其他       | 混合團體 | －       | 亞軍   |
| 2018年 | 世界青年羽毛球錦標賽     | 其他       | 混合團體 | －       | 季軍   |
| 2019年 | 懷卡托羽毛球國際賽       | 國際系列賽 | 混合雙打 | 綠川大輝 | 冠軍   |
| 2019年 | 越南羽毛球國際挑戰賽     | 國際挑戰賽 | 混合雙打 | 綠川大輝 | 冠軍   |
| 2019年 | 丹麥羽毛球國際賽         | 國際挑戰賽 | 女子雙打 | 川島美南 | 準決賽 |
| 2019年 | 白夜羽毛球賽             | 國際挑戰賽 | 女子雙打 | 川島美南 | 亞軍   |
| 2019年 | 印尼羽毛球國際挑戰賽     | 國際挑戰賽 | 女子雙打 | 篠谷菜留 | 亞軍   |
| 2019年 | 马来西亚羽毛球国际挑战赛 | 國際挑戰賽 | 女子雙打 | 篠谷菜留 | 冠軍   |
| 2021年 | 比利時羽毛球國際賽       | 國際挑戰賽 | 混合雙打 | 綠川大輝 | 冠軍   |
| 2022年 | 比利時羽毛球國際賽       | 國際挑戰賽 | 混合雙打 | 綠川大輝 | 冠軍   |
| 2022年 | 加拿大羽毛球公開賽       | 超級100賽  | 混合雙打 | 綠川大輝 | 亞軍   |
| 2022年 | 本迪戈羽毛球國際賽       | 國際挑戰賽 | 女子雙打 | 川島美南 | 準決賽 |
| 2023年 | 泰國羽毛球大師賽         | 超級300賽  | 混合雙打 | 綠川大輝 | 準決賽 |
| 2023年 | 德國羽毛球公開賽         | 超級300賽  | 混合雙打 | 綠川大輝 | 準決賽 |
| 2023年 | 加拿大羽毛球公開賽       | 超級500賽  | 混合雙打 | 綠川大輝 | 冠軍   |
| 2023年 | 澳洲羽毛球公開賽         | 超級500賽  | 混合雙打 | 綠川大輝 | 亞軍   |
| 2023年 | 香港羽毛球公開賽         | 超級500賽  | 混合雙打 | 綠川大輝 | 準決賽 |
| 2023年 | 北極羽毛球公開賽         | 超級500賽  | 混合雙打 | 綠川大輝 | 準決賽 |
| 2024年 | 印尼羽毛球大師賽         | 超級500賽  | 混合雙打 | 綠川大輝 | 亞軍   |
| 2024年 | 泰國羽毛球大師賽         | 超級300賽  | 混合雙打 | 綠川大輝 | 準決賽 |
| 2024年 | 中國寶雞羽毛球大師賽     | 超級100賽  | 混合雙打 | 綠川大輝 | 準決賽 |
| 2025年 | 印尼羽毛球大師賽         | 超級500賽  | 混合雙打 | 綠川大輝 | 冠軍   |
| 2025年 | 亞洲羽毛球混合團體錦標賽 | 其他       | 混合團體 | －       | 季軍   |
| 2025年 | 亞洲羽毛球錦標賽         | 其他       | 混合雙打 | 綠川大輝 | 亞軍   |
| 2025年 | 蘇迪曼盃                 | 其他       | 混合團體 | －       | 季軍   |

| 2007-2017年 | 首要超級賽 | 超級賽 | 黃金大獎賽 | 大獎賽 | 國際挑戰賽 | 國際系列賽 | 未來系列賽 | 其他 |

| 2018-2026年 | 總決賽 | 超級1000賽 | 超級750賽 | 超級500賽 | 超級300賽 | 超級100賽 | 國際挑戰賽 | 國際系列賽 | 未來系列賽 | 其他 |

### 奧運會和世錦賽參賽紀錄
|          | 搭檔     | 2022 | 2023 |
| -------- | -------- | ---- | ---- |
| 混合雙打 | 綠川大輝 | 32強 | 64強 |